# Saint-Germain-Village
Saint-Germain-Village is een plaats en voormalige gemeente in het Franse departement Eure in de regio Normandië en telt 1528 inwoners (1999). De plaats maakt deel uit van het arrondissement Bernay.

## Geschiedenis
De gemeente is op 1 januari 2018 opgegaan in de aangrenzende gemeente Pont-Audemer.

## Geografie
De oppervlakte van Saint-Germain-Village bedraagt 5,3 km², de bevolkingsdichtheid is 288,3 inwoners per km².
De onderstaande kaart toont de ligging van Saint-Germain-Village met de belangrijkste infrastructuur en aangrenzende gemeenten.

## Demografie
Onderstaande figuur toont het verloop van het inwonertal (bron: INSEE-tellingen).